# Osmoxylon
Osmoxylon Miquel – rodzaj roślin należący do rodziny araliowatych (Araliaceae). Należy do niego około 60 gatunków. Rośliny te występują w południowo-wschodniej Azji, na północy sięgając po Tajwan, oraz na wyspach zachodniej części Oceanu Spokojnego. Niektóre gatunki, zwłaszcza Osmoxylon lineare, uprawiane są jako ozdobne.

## Systematyka
Rodzaj należący do podrodziny Aralioideae, rodziny araliowatych (Araliaceae).
Wykaz gatunków
- Osmoxylon arrhenicum B.J.Conn & Frodin
- Osmoxylon articulatum Philipson
- Osmoxylon barbatum Becc.
- Osmoxylon boerlagei (Warb.) Philipson
- Osmoxylon borneense Seem.
- Osmoxylon camiguinense (Merr.) Philipson
- Osmoxylon catanduanense (Merr.) Philipson
- Osmoxylon caudatum (Merr.) Philipson
- Osmoxylon celebicum Philipson
- Osmoxylon chrysanthum B.J.Conn & Frodin
- Osmoxylon confertiflorum B.J.Conn & Frodin
- Osmoxylon corneri B.J.Conn & Frodin
- Osmoxylon dinagatense (Merr.) Philipson
- Osmoxylon ellipsoideum B.J.Conn & Frodin
- Osmoxylon eminens (W.Bull) Philipson
- Osmoxylon fenicis (Merr.) Philipson
- Osmoxylon geelvinkianum Becc.
- Osmoxylon globulare Philipson
- Osmoxylon heterophyllum (Merr.) Philipson
- Osmoxylon humile (Elmer) Philipson
- Osmoxylon insidiator Becc.
- Osmoxylon insigne (Miq.) Becc.
- Osmoxylon kostermansii Philipson
- Osmoxylon lanceolatum Philipson
- Osmoxylon lineare (Merr.) Philipson
- Osmoxylon luzoniense (Merr.) Philipson
- Osmoxylon mariannense (Kaneh.) Fosberg & Sachet
- Osmoxylon masarangense Philipson
- Osmoxylon micranthum (Harms) Philipson
- Osmoxylon miquelii Boerl.
- Osmoxylon novoguineense (Scheff.) Becc.
- Osmoxylon oblongifolium Philipson
- Osmoxylon oliveri Fosberg & Sachet
- Osmoxylon orientale (Guillaumin) B.C.Stone
- Osmoxylon pachyphyllum (Kaneh.) Fosberg & Sachet
- Osmoxylon palmatum (Lam.) Philipson
- Osmoxylon pectinatum (Merr.) Philipson
- Osmoxylon pfeilii (Warb.) Philipson
- Osmoxylon pseudofoliatum B.J.Conn & Frodin
- Osmoxylon pulcherrimum Vidal ex Fern.-Vill.
- Osmoxylon puniceopolleniferum (B.C.Stone) B.C.Stone
- Osmoxylon ramosii (Merr.) Philipson
- Osmoxylon reburrum (B.C.Stone) B.C.Stone
- Osmoxylon rectibrachiatum B.J.Conn & Frodin
- Osmoxylon russellense (Philipson) B.C.Stone
- Osmoxylon serratifolium (Elmer) Philipson
- Osmoxylon sessiliflorum (Lauterb. ex Harms) Philipson
- Osmoxylon simplicifolium (Elmer) Philipson
- Osmoxylon soelaense Philipson
- Osmoxylon spathipedunculatum (Philipson) Philipson
- Osmoxylon striatifructum B.J.Conn & Frodin
- Osmoxylon superantiflorum B.J.Conn & Frodin
- Osmoxylon talaudense Philipson
- Osmoxylon tetrandrum (C.T.White) B.C.Stone
- Osmoxylon teysmannii (Boerl.) Philipson
- Osmoxylon trilobatum (Merr.) Philipson
- Osmoxylon truncatum (Kaneh.) Fosberg & Sachet
- Osmoxylon umbelliferum (Lam.) Merr.
- Osmoxylon whitmorei B.J.Conn & Frodin
- Osmoxylon yatesii (Merr.) Philipson